# Пинелопи Камбитоглу
Пинелопи Камбитоглу (на гръцки: Πηνελόπη Καμπίτογλου) e гръцка просветна деятелка и революционерка от Македония.

## Биография
Родена е в 1870 година в южномакедонския град Солун в семейството на участника във въстанието от 1854 година от Олимп Апостолос Вонас. Завършва девическото училище в Солун 11 година преподава като гръцка учителка в Струмица, където активно подкрепя гръцката въоръжена пропаганда в Македония. Заради дейността си става мишена на българския комитет и Солунското гръцко консулство я мести да преподава в Енидже Вардар и по-късно в Бер, където става директорка на девическото училище. В Бер се жени за учителя К. Камбитоглу, прекъсва учителската си работа и в 1905 година основава Берското женско благотворително дружество.